# If You Love Me, Baby
«If You Love Me, Baby» (рус. Если ты любишь меня, малышка) — песня, написанная Charles Singleton и Waldense Hall. Известна также под названиями «Take Out Some Insurance on Me, Baby (If You Love Me, Baby)» или (на многих альбомах) просто как «Take Out Some Insurance on Me Baby». Записывалась многими исполнителями, наиболее широко известна запись кавер-версии песни, сделанная Тони Шериданом и The Beatles (взявшими себе для этой записи название The Beat Brothers) в 1961 году.

## Версия Тони Шеридана и The Beatles
Кавер-версия песни была записана Тони Шериданом и The Beatles 24 июня 1961 в Гамбурге на студии Studio Rahlstedt в тот период, когда The Beatles играли в клубе Top Ten Club. Запись для лейбла Polydor Records продюсировал Берт Кемпферт. Впервые выпущена в 1962 в Германии на альбоме My Bonnie, переизданном в Великобритании в 1967. Также выпущена на сингле «Ain't She Sweet» в 1964 (как би-сайд). Выпущена на альбоме The Beatles' First (Polydor Records Ltd, UK 236.201.).

## Выпуск песни на релизах

### Синглы
В 1959 Jimmy Reed выпустил запись 'Take Out Some Insurance', первую упоминающуюся кавер-версию песни.
- «Ain't She Sweet» / «If You Love Me, Baby (Take Out Some Insurance on Me, Baby)» — выпущена 29 мая 1964 на Polydor NH 52-317 (UK).
- «Sweet Georgia Brown» / «Take Out Some Insurance on Me, Baby (If You Love Me, Baby)» — выпущена 1 июня 1964 на Atco 63102 (US).

### Альбомы
- The Beatles' First, выпущен 4 августа 1967 в Великобритании.
- In the Beginning (Circa 1960), выпущен 4 мая 1970 в США.
- Very Together, выпущен в октябре 1969 в Канаде.

## Участники записи
- Тони Шеридан — ведущий вокал
- Джон Леннон — ритм-гитара
- Пол Маккартни — ритм-гитара
- Джордж Харрисон — соло-гитара
- Пит Бест — барабаны
- Стюарт Сатклифф — бас-гитара
- Карл Хинце (Karl Hinze) — инженер звукозаписи
- Берт Кемпферт — продюсер